# Будзинский, Станислав Мартынович
Станислав Мартынович Будзинский (1824, Варшава — 1895) — российский учёный-правовед, ординарный профессор и декан юридического факультета Императорского Варшавского университета, член Варшавской судебной палаты, специалист в области уголовного права; критик и переводчик, писавший под псевдонимом Болеслав Виктор.

## Биография
Родился 25 ноября 1824 года в Варшаве, где и учился в гимназии. Высшее образование получал в Москве и после окончания в 1845 году кандидатом юридического факультета Императорского Московского университета поступил с 1 августа на службу апликантом в Варшавский гражданский трибунал; спустя три года получил чин коллежского секретаря. В 1852 году был назначен асессором исправительного суда Варшавского уезда, а в 1858 году — асессором Варшавского уголовного суда. В 1859 году он стал также учителем правоведения и администрации в Институте сельского хозяйства и лесоводства  в Маримонте. В 1859 году он принял предложение о чтении на юридическом факультете Петербургского университета лекций на польском языке по вопросам Кодекса Наполеона.
В 1861 году он защитил в Санкт-Петербургском университете магистерскую диссертацию «О силе судебных решений в гражданском и уголовном процессах», опубликованную в Петербурге на русском и польском языках.
После ликвидации польских юридических кафедр в Петербурге в 1861 году (из-за студенческих волнений) вернулся в Варшаву; с 20 июля 1865 года исправлял должность ординарного профессора по кафедре уголовного права юридического факультета Варшавской главной школы. После преобразования Главной школы в Императорский Варшавский университет в 1869 году профессор Будзинский продолжал преподавание в нём уголовного права, занимая кафедру до 1892 года. Будзинский был первым деканом юридического факультета Варшавского университета с 1869 по 1872 год. В 1871 году защитил в Московском университете докторскую диссертацию на тему: «Начала уголовного права».
В 1873 году он был назначен помощником обер-прокурора X Департамента Правительствующего сената, а в 1876 году стал членом Варшавской Судебной палаты и эту должность занимал до 1893 года.
Умер 26 ноября 1895 года[по какому календарю?].

## Научная деятельность
Сферу научных интересов Будзинского составляли проблемы уголовного права и процесса. Он был представителем классического направления в уголовном праве, хотя в его работах можно найти ряд положений по актуальным вопросам, выдвинутым жизнью в XIX веке.
Одной из главных научных заслуг профессора Будзинского является использование им, одним из первых, сравнительного метода при исследовании начал уголовного права. И этот способ обработки научного материала уже вскоре дал богатые результаты и мало-помалу завоевал себе почти всеобщее признание.
С другой стороны, работы С. М. Будзинского свидетельствуют не только о глубоком знании им своей специальности, но и права вообще. Своим магистерским исследованием «О силе судебных решений в гражданском и уголовном процессах» он как бы указал на то, что хороший криминалист должен быть и хорошим цивилистом.
Уже его ранние работы «Размышления по поводу создания нового уголовного законодательства» (Варшава, 1865) и «Сравнительный курс лекций уголовного права. Общая часть» (Варшава, 1868) отличались не только превосходной юридической техникой, но и краткостью и системностью подхода, не свойственной ни одной из работ современных ему авторов.
Знание С. М. Будзинским многих иностранных языков позволяло ему расширять пределы исследования не только на все европейские, но и на все американские кодексы.
Основные воззрения С. М. Будзинского на уголовное право, на понятия преступления и наказания были высказаны им в его «Началах уголовного права» (1870). Что же касается избранного им метода, то в предисловии к названному труду С. М. Будзинский писал следующее: «Я старался применить сравнительный метод в более обширном размере, чем это делалось до сих пор, и провести с возможною последовательностью основную философскую теорию. Я руководствовался убеждением, что наука, обращая более серьёзное внимание на современные уголовные кодексы просвещённых государств, расширяет свой горизонт, тем более что нередко кодексы разрешают вопросы, не разработанные наукой.
Точно также важно строгое проведение одной философской теории. Иногда случается, что автор, изложив во введении усвоенную им философскую систему уголовного права, в дальнейшем изложении упускает её из виду, и даже провозглашает совершенно противоположные её мнения, что не может не быть в ущерб единству понятий и ясности.
Этой погрешности я желал избегнуть; и, стремясь органически связать с самым изложением предложенную вначале философскую теорию, каждый раз, когда представлялось сомнение, я разрешал его на основании этой теории».
«Государство,- по мнению С. М. Будзинского, — не есть учреждение, призванное осуществить известные мысли и цели со всею точностью и последовательностью. Оно должно принять в уважении различные отношения и обстоятельства. Каждое деяние, противное государству, даже малейшее ослушание, заслуживает наказания; но во многих случаях наказание не применяется, преимущественно не когда другие менее строгие меры или самое осуждение общественным мнением достаточны для противодействия деянием, несогласным с общественным благом.
Иногда государство считает более соответственным обратиться к принудительным мерам для исполнения его требований для исполнения его требований, нежели подвергать наказанию. Таким образом государство, по внешним причинам, не всегда пользуется предоставленное ему карательной властью, не наказывает всего того, что подлежит наказанию, то есть не всякое деяние, заслуживающее наказания, считает преступлением. Государство не пользуется этой властью там, где организованный порядок, как, например в училище, семействе и церкви, имеет средства противодействия, соответственные тем, которыми располагает государство.
Преступление предполагает, прежде всего, существование карательной власти и уголовного закона; понятие о преступлении заключает в себе деяния, с целью государства не согласные и признанные государством государством заслуживающими наказания. Одним словом, преступление есть деяние, запрещённое законом под страхом наказания».
«Из такого взгляда на существо карательной власти и преступления, — писал С. М. Будзинский, — следует, что верховное начало уголовного права есть общественная справедливость, видоизменяемая интересом общественной пользы. Что же касается наказания, то существенные качества наказания состоят в следующем: наказание должно быть справедливо и необходимо для сохранения общественного порядка, и, следовательно, полезно в своих последствиях.
Вопрос о мере наказания и соразмерности его с величиною преступления не может быть разрешён теоретически. Наука в состоянии дать здесь только некоторые указания. Вообще можно сказать, что при определении наказания, а именно его рода и меры, надлежит обращать внимание не только на внутреннюю сторону преступления, на противозаконное направление воли, но и на его внешнюю сторону, на обнаружение злой воли но и на его внешнюю сторону, на обнаружении злой воли и степень оного: ибо из самого внешнего характера государства истекает, что для него последствия деяния важнее самого деяния.
При определении наказаний за разные преступления и относительной величины их законодатель должен по возможности приноравливаться к убеждениям и чувству справедливости общества, не принося в жертву общества единицам, ни единиц обществу. Государство имеет право уравнивать наказание с преступлением, но к этому оно не обязано. Соблюдая эти начала при определении наказаний, государство может притом стремиться к достижению разных целей для пользы общества или неделимых посредством угрожения наказанием или посредством способа приведения оного в исполнение».
Наряду с заслугами в области науки уголовного права, С. М. Будзинский был известен и как прекрасный переводчик.

## Основные труды
- «Начала уголовного права»  (Варшава, 1870)
- «Устав о наказаниях с комментарием, напечатанный в руководстве для гминных судов» (Варшава, 1876)
- Закон 18 мая 1882 года о краже, с комментарием (Варшава, 1886)
- О лжеприсяге (Варшава, 1886)
- О преступлениях в особенности. Сравнительное исследование (Москва, 1887)
- Уложение о наказаниях, с комментарием, в применении к Варшавскому судебному округу. — Варшава, 1892.